# Elaeocarpus bonii
Elaeocarpus bonii är en tvåhjärtbladig växtart som beskrevs av François Gagnepain. Elaeocarpus bonii ingår i släktet Elaeocarpus och familjen Elaeocarpaceae. Inga underarter finns listade i Catalogue of Life.